# Kalga (Weißes Meer)
Die Kalga (russisch Ка́лга) ist ein Fluss im Norden der Republik Karelien in Russland.
Sie ist einer der beiden Abflüsse des Sees Engosero. Sie verlässt den Engosero an dessen südöstlichem Ende und fließt über 59 km in überwiegend östlicher Richtung und mündet in die Kalgalakscha-Bucht und in das Weiße Meer. Sie durchfließt auf ihrer Strecke sieben Seen: Pestschanoje, Porigosero, Pirtosero, Werchneie Ambarnoje, Sredneie Ambarnoje, Nischneie Ambarnoje und Kalgosero. Der durchschnittliche Abfluss liegt bei 10 m³/s.